# 朝谷町 (神戸市)
朝谷町（あさたにちょう）は、兵庫県神戸市垂水区にある町名。郵便番号は655-0862。

## 地理
垂水区の東部にある下畑地区の旧集落の南側、塩屋谷川の支流に位置する住宅地域である。この地は、鉄拐山への登山道が続く谷筋であり、朝谷・雲星・向井・関東林山・栗ノ木山・奥唐戸などの小字があった。下畑町の内部に造成されたため、四方を下畑町に接している。丁目には分かれない。地番整理済区域である。すぐ北に第二神明道路が東西に通り、垂水パーキングエリアがある。南部は兵庫県道21号神戸明石線が東西に通る。

## 歴史
1983年（昭和57年）から1985年（昭和60年）にかけて、大和団地が「須磨西ネオポリス」として造成した。1985年（昭和60年）に、下畑町字朝谷の一部より成立した。

### 地名の由来
下畑町の小字「朝谷」に由来する。『神戸の町名 改訂版』では、朝谷は浅い谷からきているとする。

### 町名の変遷
| 実施後 | 実施年月日         | 実施前               |
| ------ | ------------------ | -------------------- |
| 朝谷町 | 1985年（昭和60年） | 下畑町字朝谷（一部） |

## 世帯数と人口
2021年（令和3年）12月31日現在の世帯数と人口は以下の通りである。
| 町丁   | 世帯数  | 人口  |
| ------ | ------- | ----- |
| 朝谷町 | 378世帯 | 898人 |

## 小・中学校の学区
市立小・中学校に通う場合、学区は以下の通りとなる。
| 番地 | 小学校               | 中学校             |
| ---- | -------------------- | ------------------ |
| 全域 | 神戸市立塩屋北小学校 | 神戸市立塩屋中学校 |

## 交通

### バス
鉄拐登山口停留所がある。
| 系統 | 起点       | 経由バス停                                                        | 終点       |
| ---- | ---------- | ----------------------------------------------------------------- | ---------- |
| 72   | 須磨一の谷 | 須磨駅前 離宮公園前 下畑 多井畑厄神 奥須磨公園前 こども病院前経由 | 須磨一の谷 |

### 道路
都道府県道
- 兵庫県道21号神戸明石線

## 施設
公共
- 朝谷町集会所

寺社
- 真王院